# Hymenophyllum marginatum
Hymenophyllum marginatum är en hinnbräkenväxtart som beskrevs av William Jackson Hooker och Grev. Hymenophyllum marginatum ingår i släktet Hymenophyllum och familjen Hymenophyllaceae. Inga underarter finns listade.